# Xã Georgetown, Quận Vermilion, Illinois
Xã Georgetown (tiếng Anh: Georgetown Township) là một xã thuộc quận Vermilion, tiểu bang Illinois, Hoa Kỳ. Năm 2010, dân số của xã này là 7.901 người.